# スマッシュスタジアム
スマッシュスタジアム（SMASH STADIUM）は、2020年3月11日より稼働開始した、プッシャーゲームである大型メダルゲーム機。開発・発売元はコナミアミューズメント。スピンフィーバーシリーズの流れを汲むバンパー抽選を採用している。

## 概要
1台につき1 - 6人プレーが可能な大型プッシャーゲーム機である。同社のスピンフィーバーシリーズの特徴であったピンボールのバンパーを使用した物理抽選を進化させた「フィーバーラッシュ」「ジャックポットラッシュ」が本作の目玉。
コナミは、ファンタジックフィーバーシリーズ以来となる横向きにスライドするプッシャーを採用している。
スロットや演出にも独自の要素が多数存在し、既存マシンとの差別化を図っている。
e-AMUSEMENT PASSまたはAmusement IC対応のカードはもちろん、e-AMUSEMENT PASS機能対応端末に対応した携帯電話を用いてのプレイが可能。使用することでプレイ実績の保存や全国・店舗獲得枚数ランキングへの参加、称号・バッジ集めといったコレクション要素、「フィーバーラッシュ」「ジャックポットラッシュ」「ジャックポットチャンス(withSPINモード)」の楽曲を選択できる。

### 100円貸出機能
100円～500円で店舗に設定した枚数で貸出される。貸し出しメダル全賭けでアイテムルーレットに1〜6回挑戦することもできる。また、各アイテムの所持上限に達してる場合は「売り切れ」と表示され、当選しない。
- ボール - フィールドボール払い出し。最大8個。
- フィーバーボール - オリジナルモードのみ。最大3個。
- 無敵時間 - オリジナルモードのみ。最大40秒。
- チャンスアップゲージ増加 - withSPINモードのみ。ボールルーレットLv.4相当のゲージ増加。
- WIN - フィールドメダル払い出し。

#### 復活チャンス
オリジナルモードのジャックポットチャンス、withSPINモードのステーションチャレンジで青色のポケットに入った後に確率で発生する「復活チャンス」でも100円機能を利用している。
100円につき1回復活ルーレットに挑戦でき、復活マスに止まると復活できる。初期状態では復活率1/12。ハズレの場合はフィールドメダル払い出し。ハズレるごとに復活マスが増え、復活率が上がっていく。なお、復活後のクルーンのポケット内訳は復活前と同等となる。

## 基本ルール
メダルの投入方法は、通常通りメダルの投入に合わせてエントリーホッパーからメダルが発射されるメダルモードと、メダルをクレジット分として貯留し、手元の発射ボタンを押して任意のタイミングで発射するクレジットモードがある。モードの変更はメニュー画面から行うことができる。
メダルの発射は、ファンタジックフィーバーシリーズと同様に、フィールド上段奥側とフィールド下段奥側の二箇所から行える。発射口の角度はマーブルフィーバーと同様に左右のボタンを押す長さに応じて調節が可能。また、メニュー画面ではオートエントリーを設定することができ、投入する枚数と速度を決定しメダルを自動投入できる。
フィールド下段にある SLOT START と記された赤枠のチャッカーをメダルが通過するとスロットが回転する。最大10個までストックが保留され、10個ストックが保留された状態でチャッカーに通過するごとにオッズ(当選時の払い出し枚数)が最大5段階まで上がっていく。
スロットストックには、当選が確定しているものや当選枚数が2〜10倍に上がる倍率付きのものが現れることがある。また、オッズとは関係なしに当選枚数が増加する上乗せ演出が発生することがある。
本作には確変は存在しない。代わりに、フォーチュントリニティシリーズ等のゴールボーナスに相当するボーナスゲームが存在する。
通常時のスロットで当選するごとに画面上部のゲージが貯まり、7回当選するとボーナスステージに突入する。スロット中にダイレクトボーナスゲームが揃うと、ゲージとは関係なしに突入する。

ボーナスステージでは、スロットのリーチ率・当選率が上昇するほか、通常時のスロットで当選した際のオッズに応じて決定(ダイレクト当選時は100枚で固定)された枚数が画面右上に表示され、ボーナスステージ中にスロットに当選すると表示枚数が上乗せされる。また、ボーナスステージ中のスロットには特殊図柄(7・ボール・ボーナスステージ)があるものの仕様上当選しない。

### バンパー抽選時
フィーバーラッシュ・ステーションチャレンジといったバンパー抽選中はメダル投入はできず、SLOT STARTのチャッカーも無効となりストックも増えない。またメダルモード時は一時的にクレジットモードになり、落ちたメダルはバンパー抽選終了後にまとめて払い出される仕様となっている。

## ボールルーレット
フィールド上のボールを1つ落とすとボールルーレットによる抽選が発生し、以下のボーナスが得られる。
レベルアップ役に止まるとルーレット盤面が5段階までレベルアップするのが特徴。
フィーバーボールと無敵時間はどちらかがランダムで出現。
- ボール - フィールドボール払い出し。払い出し個数は当選時のボールルーレットLv.と同じ数。
- ダイレクトフィーバーラッシュ - 直接フィーバーラッシュへ突入。さらに、(フィーバーラッシュ時に使用するボール数の上限に達しなければ)最大3球追加した状態で開始される(原則、ボールルーレットLv.2以下時当選で1球、Lv.3以上時当選で2球追加。もしLv.MAX時に当選なら3球追加。尚、ボール追加フィーチャーはボールルーレット経由で引き当てたダイレクトフィーバーラッシュ時のみ適用される)。なお、当選時にアイテム保持時は同時に使用される。よって、引き当てるタイミング次第では、寧ろ引き損となることも。当選確率は非常に低い。
- レベルアップ - ボールルーレット配当のレベルが1段階ずつアップする。Lv.MAX時は100WINに変化。
- フィーバーボール - 次回フィーバーラッシュの抽選球数が増える。一度の当選で最大3球まで当選する(当選時のボールルーレットのレベルにより当選球数が変化)。追加ストックの上限は3球で、1球以上の追加ストックを保持している場合、追加後のストックが3球を超えない範囲内で追加されるようになる(よって、既に3球保持している場合は、当選することが無い)。
- 無敵時間 - 次回フィーバーラッシュの無敵時間が増える。増加秒数は当選時のボールルーレットのレベルにより変化(Lv順に3・6・10・15・30秒)。無敵延長のストック秒数の上限は合計で40秒まで。こちらも、無敵延長が当選し得る状況下において、当選すれば上限を超えてしまうような追加秒数は当選しないようになっている。
- WIN - メダル払い出し。配当はLv順に10・20・30・50・100枚。

withSPINモードのボーナスも同様にルーレット盤面が5段階レベルアップする。
配当は以下の通り。
- ボール - フィールドボール払い出し。払い出し個数は当選時のボールルーレットLv.と同じ数。
- ダイレクトステーションチャレンジ - 直接ステーションチャレンジへ突入。当然、オリジナルモードで存在していたダイレクトフィーバーラッシュとは別の役である。(つまり、ダイレクトフィーバーラッシュの代わりの役がwithSPINモード設定だとこれになる。)こちらもダイレクトフィーバーラッシュと同様当選確率は非常に低い。
- レベルアップ - ボールルーレット配当のレベルが1段階ずつアップする。Lv.MAX時は100WINに変化。
- チャンスアップゲージ増加 - ジャックポットチャンスの当選確率が上がるゲージのボーナス。すでにチャンスアップゲージがMAXの場合は当選しない。
- WIN -メダル払い出し。配当はLv順に10・20・30・50・100枚。

## フィーバーラッシュ
フィールド上のボールを5つ落とすとフィーバーラッシュに突入する。このゲームに突入すると、マシン中央の抽選フィールドに鉄球が2球〜アイテム獲得により最大5球発射される(ただし、店舗のイベント等で筐体で初期球数の設定変更を行っている場合はその限りではない)。2種類の方式の抽選を成功させるとジャックポットチャンス獲得となる。
1つ目の抽選は、抽選フィールド上のバンパーにボールを100回ヒットさせる(=100winに到達する)ことが目的となる、SPIN FEVERのFEVER GAMEに近いルールである。
抽選フィールドには6つのバンパーがあり、ボールがヒットすると一回につき1枚のメダルが通常のメダル払い出し口から行われる(稼働初期は上部払い出し口から払い出し)。フィールドの中央には円盤が設置されており、ゲーム中は円盤が回転し、中央に寄って来たボールを吹き飛ばす。
抽選フィールドの3箇所にはアウトゾーンがあり、ここにボールが入ってしまうとフィーバーラッシュが終了となるが、3箇所に4つずつ、計12の「アウトブロック」があり、アウトを防ぐ。フィーバーラッシュの開始直後は、一定時間の間、ボールが当たってもブロッカーが外れない無敵状態になるが、無敵時間終了後は、一度ボールが当たるとブロッカーが外れる。
100WIN未満で終了してしまった場合は、次回フィーバーラッシュで使用するアイテムが以下から1つ付与される。
- ボールステップ - フィールド上のボール落とした時と同等のステップ追加。
- ボール+1
- 無敵時間+2〜30秒

100WINに到達するとすべてのアウトブロックが復活し、「すべてのライトを消せ！」というミッションが発生する。6つのバンパーに各5回ずつボールをヒットさせることが目的となる。この抽選からは一度バンパーにボールがヒットするごとに2枚のメダルが払い出される。すべてのライトを消すとジャックポットチャンス獲得となり、ボールがなくなるまで抽選が継続する。この際のメダル払い出しは上部からではなく、通常のメダル払い出し口から行われる。
12すべてのブロッカーが外れると、その時点で全てのブロッカーが復活し、同時に再び一定時間の無敵時間が与えられ、大逆転のチャンスとなる。

### SUPERフィーバーラッシュ
基本的に通常ゲーム中の7図柄当選時のみ挑戦権を得られる。
ルール自体は通常のフィーバーラッシュと変わらないが、ジャックポットチャンスの権利を獲得するまでアウトブロックが無敵に、かつ、ジャックポットチャンスではJPマス以外の配当マスが一切出現しない。よって、JP確定。クルーン配当の抽選マスの内訳は必ずジャックポットラッシュが２マス、SPECIALジャックポットラッシュが３マスとなる。
因みに、SUPERフィーバーラッシュ時もボール追加アイテム保持時は有効となり、使用される。(withSPINFEVERver.の場合はオリジナルモード設定ステーションのみ適用)

### ステーションチャレンジ
withSPINFEVERver.にアップデート済みの筐体かつゲームモード設定がwithSPINモード設定のステーションでは、SPINFEVERのようにフィールド上のボールを3つ落とすことにより、フィーバーラッシュの代わりにステーションチャレンジを行う。
ステーションチャレンジでは、オリジナルモード設定ステーションではジャックポットチャンス及びジャックポットラッシュでしか使用しなかったJPユニット(クルーン抽選機)を使用した一発抽選を行う。この際はバンパー1hit1枚。
ルールはオリジナルモードのジャックポットチャンスとよく似ていて、赤色のポケット(初期1個、クルーンのLv.UP毎に1つずつ増加し、最大3個まで増える)に入賞させることができれば、そのままジャックポットチャンスに突入し、バンパー1hit2枚に。
尚、ステーションチャレンジのクルーンのハズレ配当はチャレンジルーレットポケット(水色のポケット)を除き、バンパーhit回数によって可変する。(最低はhit回数の1/2、最大はhit回数の3倍。尚、赤色ポケットが2個以上に増加している場合、基本的にハズレマスはhit回数の1/2の配当しか得られないものしか出なくなる。)

また、チャレンジルーレットポケットに入賞した場合には、追加配当等はルーレットにより決定され、運が良ければステーションチャレンジにもう一度挑戦出来たり、次回以降のステーションチャレンジからジャックポットチャンスに突入するまでクルーンLv.MAX(赤色ポケットが3個になる)等の恩恵を受けられることがある。(尚、ルーレットでハズレ役を引いてしまった場合は25枚or50枚の払い出しのみ。また、チャレンジルーレットポケットはクルーンLv.MAX時は赤色のジャックポットチャンスポケットに変化してしまう為、出現しない。)

#### チャンスアップゲージ
バンパーhit回数・ボールルーレットからゲージ増加を当選・チャレンジルーレットからゲージ増加を当選・100円貸出機能のボーナスルーレットからゲージ増加を当選することにより増加し、Lv.1になるとチャレンジルーレット左側のポケットがJPチャンスに変化し、Lv.2(MAX)でチャレンジルーレットポケットがJPチャンスに変化する。

JPチャンスポケット入賞後はゲージLv.1の場合はゲージ1本分消費、Lv.MAXの場合は2本分すべて消費し最初からとなる。なお、JPチャンスポケットが1つの状態で入賞後のゲージ消費はない。

## 限界突破フィーバーラッシュ
JPラッシュ終了後に、限界突破ポケットに入賞していれば挑戦できる。通常時と異なり、ボールは6球で、一定のバンパーヒット回数を突破するごとにアウトブロッカーが復活し、ボールが減っている場合は6球に戻るよう不足している分のボールが追加される(最大10回復活、下表参照)。バンパーhit時の枚数はJPラッシュ終了時のものを引き継ぐ(MAX10枚)。JPラッシュ中の限界突破ポケットは最速3R目に出現、かつ、限界突破ポケット入賞の次ラウンドは限界突破ポケット入賞恩恵による継続確定の特典があるため、理論上の限界突破フィーバーラッシュのバンパーhit枚数の最低保証は5R終了から突入した場合の1hit8枚。ただし、これは最初期の仕様であり、現在の仕様では限界突破ポケット出現時に入賞をさせることが出来ても、次ラウンドが継続確定とはならないことがあり、この場合に限り、理論上の最低保証ラウンドが4Rとなり、1hit7枚が最低保証となる。アウトブロッカー無敵時間は最初の1hitから30秒と長めになっている。
| 復活回数 | 復活までの必要回数 | 累計ヒット回数 |
| -------- | ------------------ | -------------- |
| 1        | 100回              | 100回          |
| 2        | 50回               | 150回          |
| 3        | 60回               | 210回          |
| 4        | 70回               | 280回          |
| 5        | 80回               | 360回          |
| 6        | 90回               | 450回          |
| 7        | 100回              | 550回          |
| 8        | 110回              | 660回          |
| 9        | 120回              | 780回          |
| 10       | 130回              | 910回          |

上部の画面には「バンパーヒット時の枚数×累計ヒット回数」が目標WINとして表示される。
例：1hit8枚の場合、800WIN、1200WIN、1680WIN達成で…のようになる。

尚、withSPINFEVERver.にアップデート済の筐体の場合、オリジナルモード設定のステーションの場合は獲得条件等はほぼ従来通りだが、withSPINモード設定のステーションの場合、基本的な獲得ルート(主なメインルート)が異なり、かつ、限界突破フィーバーラッシュ自体が1つのJPのような扱いとなっている。故に、限界突破ポケットに入賞した時点でJPCそのものが終了してしまう(JPCの終了条件として、終了を引く以外の終了条件がいずれかのJPを獲得した時点で終了となっている為)。
更に、withSPINモード設定のステーションの場合、通常のJPCを経由して当選した場合における限界突破フィーバーラッシュ時の1hit当たりの枚数の振れ幅がかなり大きくなっていて(4〜10枚)、入賞時に記載されていたレベルの数値(Lv.4〜Lv.10)がそのまま限界突破フィーバーラッシュ突入時のバンパーhit時の枚数として反映されるようになっている。
この為、限界突破フィーバーラッシュを引き当てても、場合によっては他のJPと大差無いレベル、もしくはそれ以下の獲得枚数で終了してしまう可能性もある。その代わり、オリジナルモード設定ステーションとは違い、JPC時に特定の条件を満たした場合に限り限界突破フィーバーラッシュが確定する場合がある(特定条件達成でJPCのクルーンの配当が全て限界突破ポケットとなるフィーチャーが存在する為。尚、このフィーチャーが発生した際は最低でも1hit7枚が確定。内訳はLv.7ポケットが2個、Lv.8〜10が各1個となる)。→#ジャックポットチャンス(withSPINFEVER)も参照
終了後は獲得枚数に関わらずスタッフロールが流れる。

## ジャックポットラッシュ
ジャックポット自体は計4種類(withSPINFEVERver.にアップデート済みの筐体の場合)だが、そのうち、ジャックポットラッシュは、通常のジャックポットラッシュと、SPECIALジャックポットラッシュの2種類。
ジャックポットラッシュの抽選は、高速バンパーゾーンとクルーンによる物理抽選ゾーンに分かれている。
withSPINFEVERver.にアップデート済みの筐体の場合、2種類のジャックポットラッシュの他、SPIN JACKPOTと、FEVER JACKPOT RUSHの2種類のジャックポットも存在する。(この2種類のジャックポットについてはwithSPINモード設定のステーションでしか獲得することができない。)
どのジャックポットも、ジャックポットチャンスを突破しなくてはならない(ジャックポットチャンスのルールは各ステーションのゲームモード設定により変化。詳細は以下の項目に記述)。
バンパーに当たると設定されている枚数が獲得枚数に加算される。

### ジャックポットチャンス(オリジナル版)
中央の抽選機において、バンパーヒットで合計100枚獲得したあと、6つのバンパーにそれぞれ5hitさせるミッションに成功することで挑戦権が得られる。高速パンパーゾーンは1hit3枚となっており、クルーンに突入するまでは獲得枚数を積み上げることができる。
クルーンには5つのポケットがあり、通常のフィーバーラッシュでは原則としてジャックポットラッシュ、150枚(出現しない場合もあり)、100枚が2つ、50枚（150枚が出現していない場合に限り2つ）となっており、SUPERフィーバーラッシュではSPECIALジャックポットラッシュが3つ、ジャックポットラッシュが2つという状態になる。極稀に、通常フィーバーラッシュでもジャックポットポケットが増加(SPECIAL出現も含む)したり、SUPERフィーバーラッシュ同様ジャックポット確定となることもある。さらに、ジャックポットチャンスにおけるクルーン抽選に関する設定は各店舗で設定変更が出来る為、ジャックポットチャンス突入で常時SPECIALジャックポットラッシュポケットを出現させたりすることもできる。

### ジャックポットチャンス(withSPINFEVER)
withSPINFEVERver.にアップデート済みの筐体かつwithSPINモード設定の場合、ジャックポットチャンス突入契機、ルール等がオリジナルモードとは異なり、ジャックポットチャンスに突入するには、まずステーションチャレンジに突入し、そこでジャックポットチャンスポケット(赤色のポケット)に入賞させなければならない。また、ジャックポットチャンス中のルールは、従来のジャックポットラッシュ中と酷似しており、クルーン抽選で終了を引くと終了してしまう。但し、常時1hit2枚で固定であり、各種JPか限界突破フィーバーラッシュの何れかの獲得が確定した時点でも抽選は終了する。
限界突破ポケットは出現すれば入賞で即獲得だが、各種JPを獲得するには、それぞれのJPステップポケット(SPIN JP=紫色、FEVER JPラッシュ=黄色ポケット)に3回入賞させる必要がある。(それぞれ2回目の入賞まではステップ増加かつ抽選継続。)また、赤色の継続ポケットも存在し、こちらはステップの増減はしないが、ジャックポットチャンスの抽選は継続する。但し、他のポケットに置き換わる等で継続ポケットが出現しないこともある。
基本的にはwithSPINモード設定時のジャックポットチャンスのクルーン継続率は2ラウンド目までは80%、3ラウンド目以降は60%で固定。1ラウンド目のみ終了入賞で追加配当で50枚付与。2ラウンド目以降の終了は追加配当無し。クルーン配当は基本的に1ラウンド目は終了1つ以外は継続1つ、残り3つは各種JPステップポケットが2つと1つに振り分けられる。この時、継続ポケットに入賞した場合に限り、各種JPステップポケットの数が入れ替わる可能性はあるが、1ラウンド目と振り分けがほぼ同じとなる。1ラウンド目にJPステップポケットに入賞していた場合は2ラウンド目は終了1つ、継続2つ、各種JPステップポケットが1つずつとなる。以後、3ラウンド目以降は基本的に、限界突破ポケット出現も含む特殊配置(=赤色の継続ポケットが出現しないパターン)が出現しない限りは必ず終了2つと継続ポケット1つ、各種JPステップポケット1つずつとなる。
ジャックポットチャンスの3ラウンド目以降は限界突破ポケット出現の可能性有り、かつ、継続ポケットを連続で引き続けた場合は更に出現率が上がる。但し、入賞したポケットが抽選開始(1ラウンド目)から4ラウンド目まで連続して全て継続ポケットだった場合に限り、特例として、次の5ラウンド目のクルーン配当が全て限界突破ポケットとなるフィーチャーが発動する為、限界突破フィーバーラッシュが確定する。
これにより、withSPINモード設定のステーションはJP獲得ならずとも、一発逆転のチャンスがある仕様となっている。

### ジャックポットラッシュ
ジャックポットチャンスでジャックポットポケットに入賞すると突入する。バンパーヒットによる獲得枚数は初期段階で1hit4枚であり、継続するごとに1枚ずつ最大10枚まで増加する。終了ポケットに入るとラッシュは終了となり、フィニッシュボーナスが支払われる。このフィニッシュボーナスは初期段階で300枚（現行ver.はプログレ式で最低500枚以上が保証、プログレはメダル投入により上昇。プログレの上昇枚数は上限有り。但し、初期値及びプログレ上昇値、プログレ枚数の上限値等はそれぞれ各店舗で変更可能。よって、初期値と上限値を極端に高くしたり、極端に低くしたりすること等もできる。）であり、継続するごとに100枚ずつ加算されていく。
ジャックポットラッシュ中のクルーン抽選の継続率は原則60%。但し、突入直後の初回の継続抽選のみ継続率は原則80%(稀に継続確定となることも)。3ラウンド目以降からは限界突破ポケット出現抽選有り。(出現したラウンドは継続ポケットのうち1つが限界突破ポケットに変化する。当然、入賞させることができれば限界突破フィーバーラッシュの権利を獲得し、ジャックポットラッシュも継続する。)
余談だが、稼働最初期の頃は、2ラウンド目以降も原則は60%継続ながらも常に継続率が変化し、2ラウンド目以降であっても普通に80%継続や継続確定パターンが出現することもあった(但し、現行ver.は2ラウンド目以降の80%以上継続は実質的な出現率がかなり落とされている可能性が高く、殆どお目にかからない)上に、ジャックポットラッシュがロング継続中(恐らく10ラウンド以上の継続中)には、超高確率で限界突破ポケットが終了を引くか、入賞するかのどちらかの条件を満たすまで連続して出続けるといった特徴もあった。(尚、限界突破ポケットが出続けるといった特徴はSPECIALジャックポットラッシュでも同じことが言えた。)
最大獲得枚数は9999枚。最大獲得枚数を超えた状態でラッシュ継続ポケットに入った場合、次ラウンドのポケットは全て終了ポケットとなる。

### SPECIALジャックポットラッシュ
ジャックポットチャンスでSPECIALジャックポットポケットに入賞すると突入する。バンパーヒットによる獲得枚数が初期段階で1hit4枚で、継続するごとに1枚ずつ最大10枚まで増加するシステムや終了ポケット入賞でラッシュが終了しフィニッシュボーナスが支払われるというルールは通常ジャックポットラッシュと変わらないが、フィニッシュボーナスは初期段階で500枚（現行ver.はプログレ式で最低1000枚以上保証、プログレはバンパーHITにより上昇。プログレの上昇枚数は上限あり。こちらも各店舗で初期値及びプログレの上昇値、プログレ枚数の上限値等変更可。）となっており、継続するたびに200枚ずつ加算されていく。さらに継続率は通常ジャックポットラッシュと比べて高くなっているため、より高額な獲得枚数が期待できる。
SPECIALジャックポットラッシュの継続率は初回ラウンドのみ80%継続か継続確定のどちらかとなり、2ラウンド目以降は継続率が毎ラウンド抽選で変化し、毎ラウンド60%継続か80%継続か継続確定のいずれかが選択されるようになっている。主に、80%継続と継続確定の2つの選択率が60%継続の選択率よりも比較的高くなっている。(通常のジャックポットラッシュよりも高額な配当を得やすくなっている要因の1つがこれである。)当然、こちらも3ラウンド目以降は通常ジャックポットラッシュと同じく限界突破ポケット出現抽選有り。
最大獲得枚数は20000枚。最大獲得枚数を超えた状態でラッシュ継続ポケットに入った場合、次ラウンドのポケットは全て終了ポケットとなる。

### SPIN JACKPOT
withSPINFEVERver.にアップデート済みの筐体かつwithSPINモード設定のステーションにて、ジャックポットチャンス中にSPIN STEP(紫色ポケット)に3回入賞させることにより獲得できる。
このジャックポットはプログレ式となっていて、当選すれば、当選時点で蓄積されていた枚数を払い出す。
但し、他のジャックポットとは違い、自力で枚数上乗せ等をしたりすることは出来ない。
払い出し中はSPINFEVER夢幻のオーケストラのJPムービーが流れる。(JP枚数の末尾が偶数ならBLUE JACKPOTver.のムービーが流れ、末尾が奇数ならRED JACKPOTver.のムービーが流れる。)
初期値は1000枚(工場出荷時設定。店舗毎に設定変更可。)からスタートし、プログレはバンパーhitとメダル投入の両方で上昇する。上限有り。

### FEVER JACKPOT RUSH
withSPINFEVERver.にアップデート済みの筐体かつwithSPINモード設定のステーションにて、ジャックポットチャンス中にFEVER STEP(黄色ポケット)に3回入賞させることにより獲得できる。
中央の抽選機に鉄球が3個投入され、各色のバンパーに規定回数hitさせ、全てのバンパーのライトを消灯させることが出来れば、ノルマ再セット。バンパーは1hit3枚からスタートし、ノルマ再セット毎にバンパーhitの枚数が1枚上昇(最大で1hit10枚まで)し、アウトブロッカーも復活、ボールも3球に復活する。アウトブロッカー無敵時間はスタートから300WINまでは完全無敵状態、300WIN超えてからは15秒。
FEVER JACKPOT RUSHはRUSH自体の獲得枚数が9999枚を超えると事実上の打ち止めとなり、復活しなくなる。但し、上限到達時に現在進行中のものがある場合、それを消化した時点で一切復活しなくなる。
尚、ノルマ達成前に全てのボールが外に出た時点でRUSHは終了となる。
バンパーのライトを消すのに必須なノルマのhit回数が各バンパーにほぼ均等に振り分けられる場合と、かなり偏りがある場合があるらしく、最初から後者のパターンが連続して出現すると、場合によっては1000枚も払い出さずに終了するケースもあるが、前者のパターンが連続出現する等して、うまく噛み合えば数千枚程度払い出すこともある。勿論、展開に恵まれれば、上限到達といったことも充分に起こり得る。当然、プログレではない為、かなり振れ幅が大きい。

## スマッシュスタジアムwithSPINFEVER

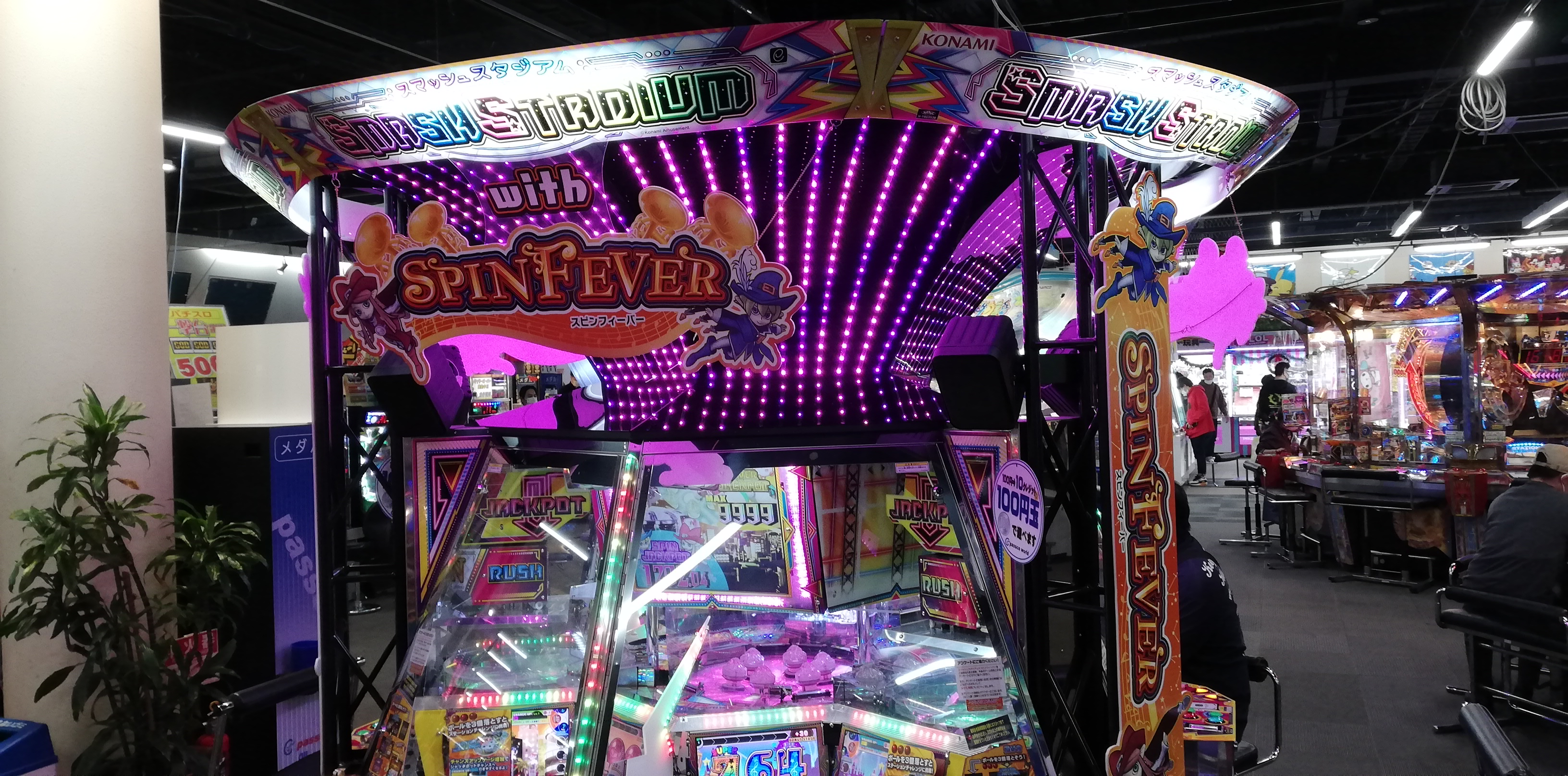
スマッシュスタジアムwithSPINFEVERのロケテスト（2021年）

2021年にコナミが行っていたロケテストは同年12月にwithSPINモードとして実装された。従来のモードのジャックポットに代わって、SPIN JACKPOT、FEVER JACKPOT RUSHが追加された。また、オリジナルモードとwithSPINモードの切り替えは店舗の操作によって変えることができる。このバージョンアップからオリジナルモード・withSPINモード共に、クルーン抽選時にバンパーに原則10hit以上しないとクルーンが回転しない(ただし、一定時間以上バンパーの反応が無い等の状況が発生してしまった等で10hit未満でクルーンが回転してしまう、というケースはある)ように仕様変更された。
なお、現在はランキングのデータ(全国ランキング等)は各ステーションのゲームモード設定別ではなく、設定不問で反映されるようになっている(因みに、称号、各種プレイデータ等はゲームモード別でそれぞれ反映、記録されるようにはなっている)。また、店舗のイベント等により筐体の設定項目でゲーム性に関わる特殊設定(フィーバーラッシュ突入時に使うボール球数を通常時よりも増やす等)を行っている場合には、全国ランキングのデータ等には反映されない仕様になっている(この仕様が無ければランキングが荒れる可能性が高い為)。ただし、特殊設定中の筐体でプレイしても、全国ランキング等の項目には反映されないが、自分のプレイデータの記録にはしっかり反映されるようになっている。

## ジャパンアミューズメントエキスポ
JAEPOでは、コナミブースにデュエルドリームと同時に出展された。（スマッシュスタジアムは、最長で150分待ち）

## 使用楽曲
本作オリジナル歌詞付き楽曲の使用箇所と曲名は以下のとおり。
- ジャックポットラッシュ：Get started[注釈 7]
- SPECIALジャックポットラッシュ：Get started ～special version～
- 限界突破フィーバーラッシュ：End of Horizon
- 2000枚以上のジャックポット：Never End[注釈 8]
- スタッフロール：Never End ～full version～

いずれの曲も公式サイトに歌詞掲載。